# Anthrax mongolicus
Anthrax mongolicus är en tvåvingeart som beskrevs av Paramonov 1935. Anthrax mongolicus ingår i släktet Anthrax och familjen svävflugor. Inga underarter finns listade i Catalogue of Life.